# Deurnese akker
De Deurnese akker is de naam van het akkercomplex waaromheen veel van de buurschappen lagen die deel uitmaken van het tegenwoordige dorp Deurne. De akker was met name in de late middeleeuwen in gebruik als bouwland voor de landbouwers van de omringende gehuchten. De oudste vermelding van de akker dateert uit de 14e eeuw, maar historisch-geografische aanwijzingen pleiten ervoor, dat er vóór de 12e eeuw reeds bewoning moet zijn geweest op de plek waar later de akker werd aangelegd. Deze bewoning zou, net als onder meer in Dommelen en de Deurnese buurtschap Grote Bottel, in de 12e en 13e eeuw naar de randen kunnen zijn verschoven. Opmerkelijk is, dat de Sint-Willibrorduskerk en de Echternachse laathof Ten Velde in de 12e eeuw vermoedelijk al aan de noordwestelijke rand van deze akker lagen. In veel andere Oost-Brabantse dorpen lag de kerk op de hogere gronden van de akker, en bleef deze tot de afbraak in de 19e eeuw daar staan.
De gehuchten of buurtschappen die direct aan deze akker grensden waren de dorpskom van Deurne, Derp, Veldheuvel, Vreekwijk, Breemortel, Hanenberg, Kranenmortel, Zeilberg en Haageind. Het microreliëf onder deze aaneengesloten akker moet zeer gevarieerd zijn geweest. Zo duidt de naam Wolfsberg op een hoger deel van dit akkercomplex, en de naam Hellegat juist op een lager deel.
Naast de Deurnese akker kende het tegenwoordige dorp Deurne twee andere grote akkers, namelijk de Vloeiakker en de Heiakker. Daarnaast hadden de talloze kleinere gehuchten rond het dorp hun eigen akkers, zoals de Groot-Bottelse akker en de gedeelde bouwlandkamp van De Voort & Kouwenhoek.
De Deurnese akker werd in de 20e eeuw bebouwd met de wijken d'Ekker en Koolhof, het bedrijventerrein Kranenmortel en een gedeelte van het bedrijventerrein De Leemskuilen.